# Národní dům (Bohumín)
Bohumínský Národní dům, nazývané také Dům pod Zeleným dubem, je architektonickou památkou v secesním stylu. Byl vystavěn začátkem 20. století původně jako městský hotel.

## Poloha
Dům se nachází na dnešním náměstí Svobody ve Starém Bohumíně (město Bohumín, okres Karviná), v blízkosti řeky Odry a Česko-polské státní hranice, u hraničního přechodu Starý Bohumín.

## Historie
Budova stojí v místě původního zájezdního hostince ze 17. století. Podle legendy zde strávil noc také polský král Jan III. Sobieski. Do své nynější secesní podoby byl dům přestavěn začátkem 20. století a až do konce 2. světové války nesl název Grüner Baum (Zelený strom). Po válce byl přejmenován na Národní dům. Později se zde pořádaly diskotéky.

## Současnost
Od roku 2013 do roku 2015 zde probíhala rozsáhlá rekonstrukce. Do té doby dům chátral. Dnes je zde tříhvězdičkový hotel s restaurací a sálem, ve kterém se pořádají společenské akce. V suterénu jsou pivní a hudební lázně, v přízemí pak informační centrum a městské muzeum Bohumín, ve kterém je mimo jiné k vidění 54 mincí z let 1660 až 1860, které byly nalezeny při opravě nedaleké sochy Jana Nepomuckého a další historické a etnografické expozice. Budova dostala také nový název „Dům pod zeleným dubem“.

## Galerie

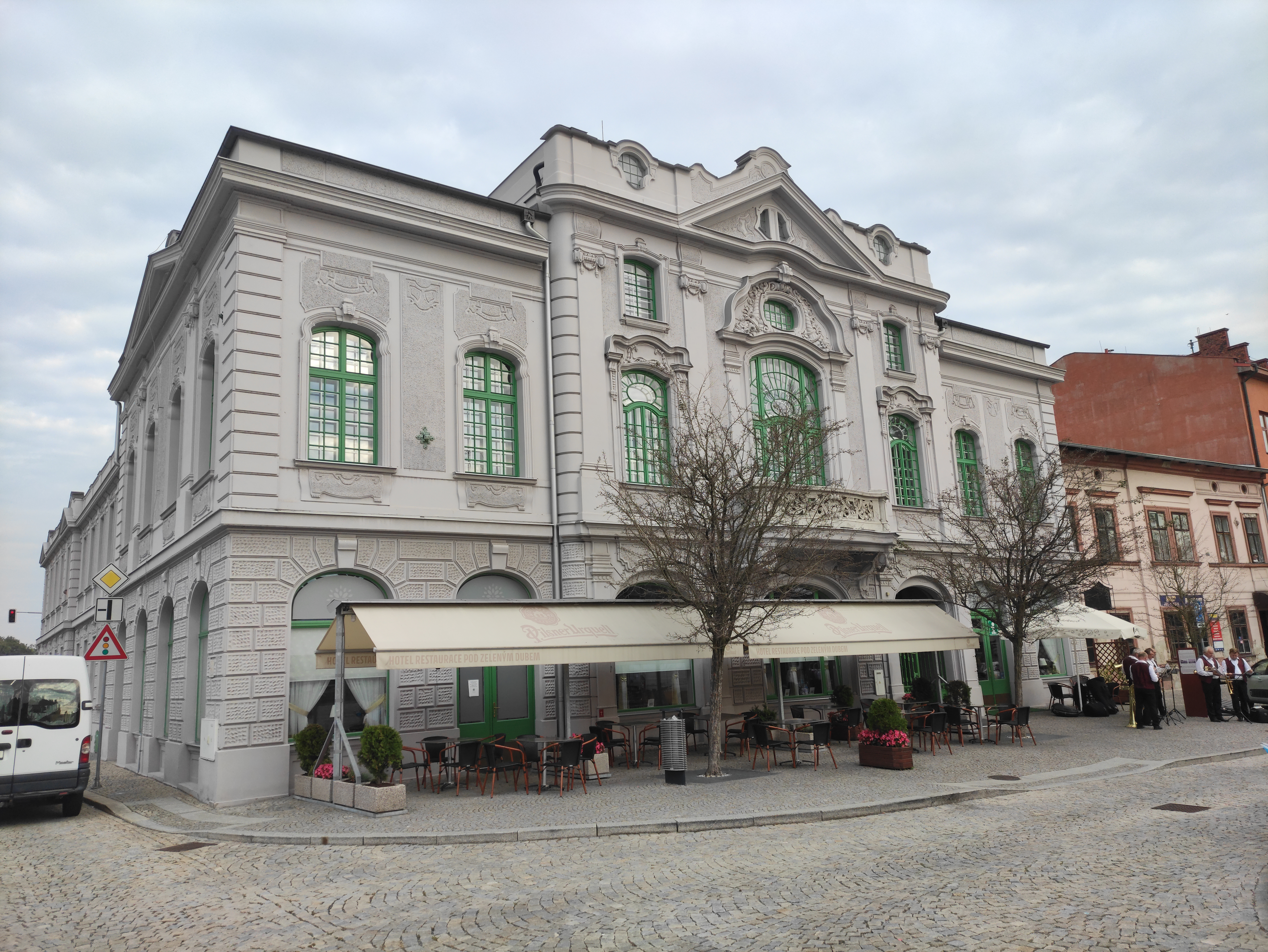
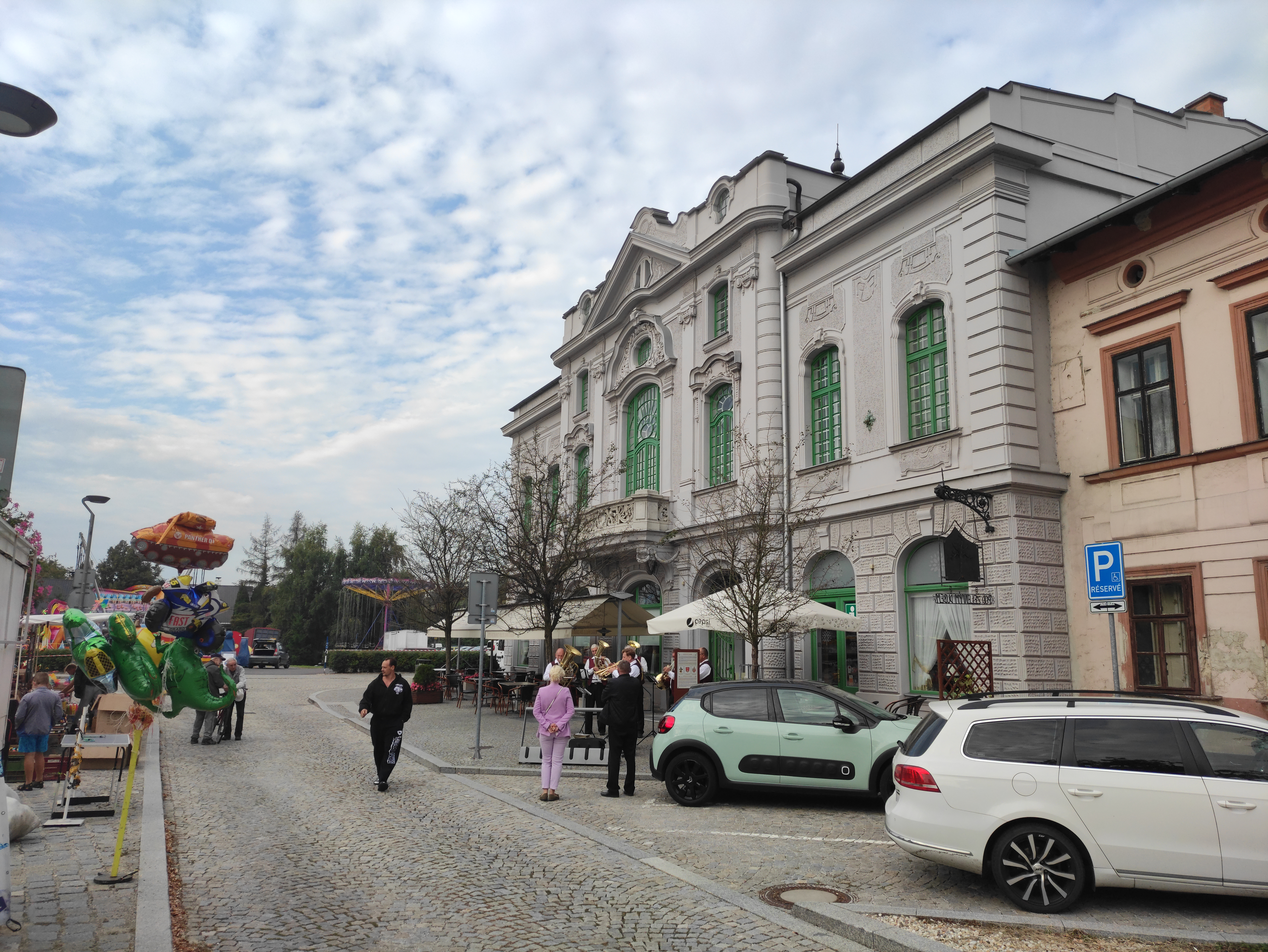
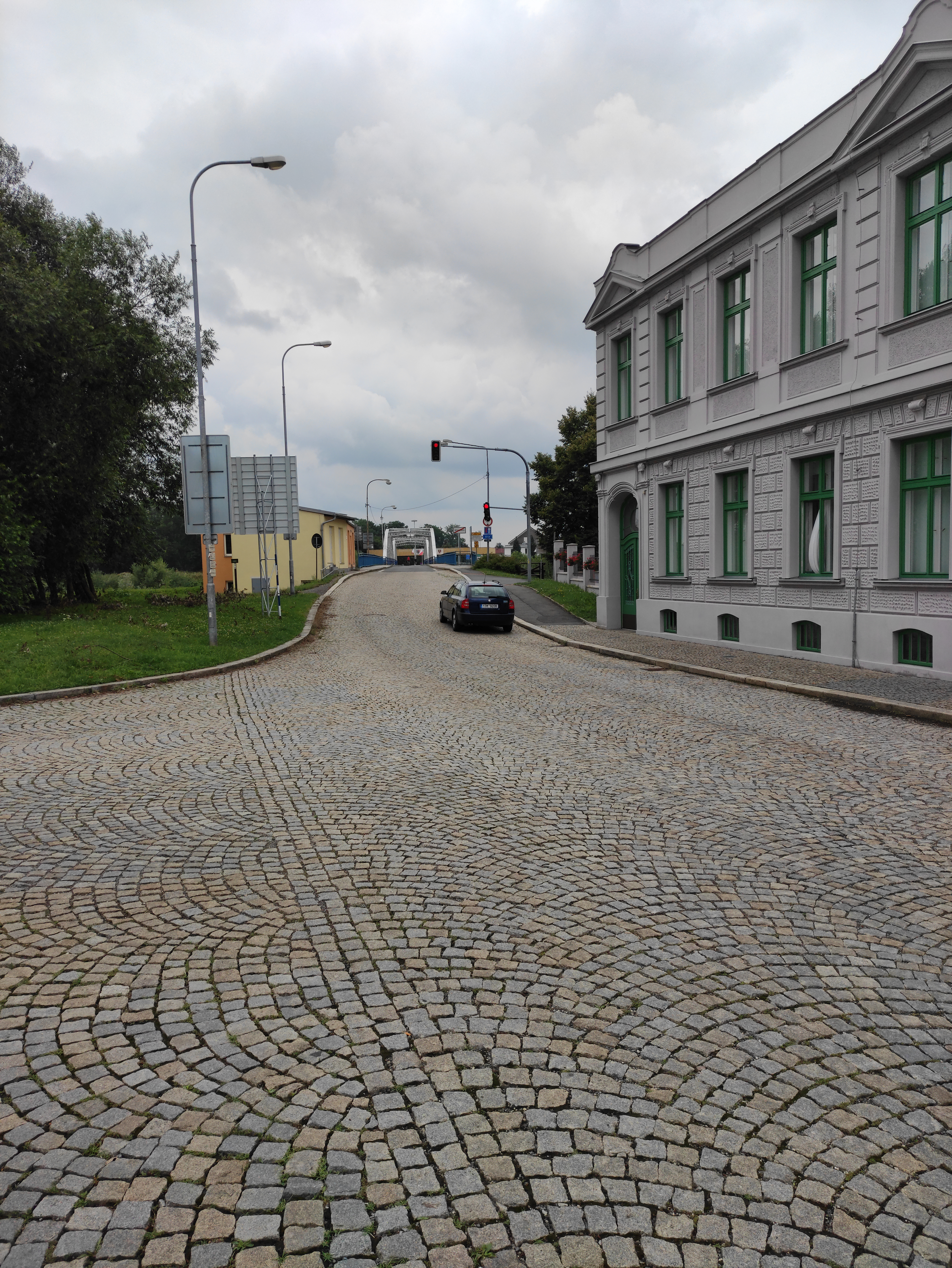